# Brachypterus rugosus
Brachypterus rugosus is een keversoort uit de familie bastaardglanskevers (Kateretidae). De wetenschappelijke naam van de soort werd in 1875 gepubliceerd door Edmund Reitter.